# Broder Daniels diskografi
Broder Daniel var en svensk rockgrupp bildad i Göteborg 1989 och upplöst 2008. De har gett ut fyra studioalbum, fem samlingsalbum, en EP, 11 singlar och ett videoalbum.

## Album

### Studioalbum
| År   | Albuminformation                                                                | SVE | Certifikat  |
| ---- | ------------------------------------------------------------------------------- | --- | ----------- |
| 1995 | Saturday Night Engine - Släppt: 21 april 1995 - Skivbolag: EMI - Format: CD     | 39  |             |
| 1996 | Broder Daniel - Släppt: 22 april 1996 - Skivbolag: EMI - Format: CD             | 15  |             |
| 1998 | Broder Daniel Forever - Släppt: 22 april 1998 - Skivbolag: Dolores - Format: CD | 16  |             |
| 2003 | Cruel Town - Släppt: 2003 - Skivbolag: Dolores - Format: CD                     | 1   | - SVE: Guld |

### Samlingsalbum
| År                                                  | Albuminformation                                                                      | SVE |
| --------------------------------------------------- | ------------------------------------------------------------------------------------- | --- |
| 1999                                                | Singles - Släppt: 1999 - Skivbolag: EMI - Format: CD                                  | –   |
| 2005                                                | No Time for Us 1989-2004 - Släppt: 23 mars 2005 - Skivbolag: Dolores - Format: CD     | 27  |
| 2005                                                | The Demos 1989-1997 - Släppt: 2005 - Skivbolag: Dolores - Format: LP                  | –   |
| 2009                                                | Singles - Släppt: 18 mars 2009 - Skivbolag: Dolores - Format: CD, digital nedladdning | –   |
| 2011                                                | 5 CD Original Album Serien - Släppt: 17 augusti 2011 - Skivbolag: EMI - Format: CD    | –   |
| "—" betecknar ett album som inte gick in på listan. |                                                                                       |     |

## EP-skivor
| År   | Albuminformation                                                                   |
| ---- | ---------------------------------------------------------------------------------- |
| 1998 | Songs from the Movie Fucking Åmål - Släppt: 1998 - Skivbolag: Dolores - Format: CD |

## Singlar
| År                                                  | Titel                          | SVE | Album                 |
| --------------------------------------------------- | ------------------------------ | --- | --------------------- |
| 1995                                                | "Cadillac"                     | –   | Saturday Night Engine |
| 1995                                                | "Luke Skywalker"               | –   | Saturday Night Engine |
| 1995                                                | "Iceage"                       | –   | Saturday Night Engine |
| 1996                                                | "Work"                         | 43  | Broder Daniel         |
| 1996                                                | "Go My Own Way"                | –   | Broder Daniel         |
| 1998                                                | "I'll Be Gone"                 | 60  | Broder Daniel Forever |
| 1998                                                | "You Bury Me"                  | –   | Broder Daniel Forever |
| 1999                                                | "Happy People Never Fantasize" | –   | Broder Daniel Forever |
| 2003                                                | "When We Were Winning"         | 1   | Cruel Town            |
| 2004                                                | "Shoreline"                    | 20  | Cruel Town            |
| 2004                                                | "What Clowns Are We"           | 46  | Cruel Town            |
| "—" betecknar en singel som inte gick in på listan. |                                |     |                       |

### Andra listnoterade låtar
| År   | Titel         | SVE | Album         |
| ---- | ------------- | --- | ------------- |
| 1998 | "Underground" | 30  | Broder Daniel |

## Videoalbum
| År   | Albuminformation                                                      |
| ---- | --------------------------------------------------------------------- |
| 2004 | Army of Dreamers - Släppt: 2004 - Skivbolag: Virgin/EMI - Format: DVD |